# Grímusz
A Grímusz Salman Rushdie legelső regénye, melyet 1975-ben írt.
Megjelenése szinte észrevétlen maradt a közönség és az irodalmi élet személyiségei számára egyaránt. Az író sem szívesen beszél róla, interjúiban alig említi, mert szerinte nem elég kiforrott mű. Mivel Rushdie ebben a regényben nem az általa oly jól ismert indiai emberekről, tájakról ír, hanem egy elképzelt fantáziavilágról és a benne élő halhatatlanokról, mind nyelvezetét, mind a történet helyszínét és szereplőit illetően vannak fenntartásai.
A műben nagy szerepe van az anagrammáknak: már a mű címe is az. A Grímusz szó az indiai legendákban élő Szímurgnak, a Nagy Madárnak betűiből van összerakva. A mesés, folklorisztikus elemek mögött pedig már kezd felsejleni annak a Rushdie-nak az alakja, aki később majd elnyeri a Booker-díjat.

## Története
Szárnyaló Sas, az axona indián kontinenseken és korokon át üldözi Grímuszt a varázslót, aki ugyan megajándékozta őt a halhatatlansággal, de azt már nem árulta el, hogy hogyan lehet ismét halandó ember.

## Magyarul
- Grímusz; ford. Greskovits Endre; Ulpius-ház, Bp., 2002 (Ulpius klasszikusok), ISBN 9639475041